# Ту-444
Ту-444 — російський проєкт надзвукового пасажирського літака віп-класу нового покоління. Нині компанія не проводить активну розробку цього пасажирського літака.

## Льотно-технічні характеристики
| Характеристика                    | Показник               |
| --------------------------------- | ---------------------- |
| Стан                              | Проєкт                 |
| Виробник                          | ОКБ Туполєва           |
| Розмах крила                      | 16,2 м                 |
| Довжина                           | 36,00 м                |
| Висота у хвості                   | 6,51 м                 |
| Площа крила                       | 136 м²                 |
| Корисне навантаження              | 19.300 кг              |
| Максимальна взлітна маса          | 41.000 кг              |
| Число пасажирів                   | від 6 до 10            |
| Екіпаж                            | 2 пілота / 1 стюардеса |
| Крейсерська дозвукова швидкість:  | 1050 км/год            |
| Крейсерська надзвукова швидкість: | 2125 км/год            |
| Дальність польоту                 | 7500 км                |
| Потрібна довжина ЗПС              | 1830 м                 |
| Двигуни                           | 2 АЛ-32М               |
| Тяга                              | 2x 95.12 кН            |